# Helicogloea indica
Helicogloea indica är en svampart som beskrevs av M.S. Patil, Kund. & Nanaware 2003. Helicogloea indica ingår i släktet Helicogloea och familjen Phleogenaceae.   Inga underarter finns listade i Catalogue of Life.